# Phaeostigma notata
Phaeostigma notata là một loài côn trùng trong họ Raphidiidae thuộc bộ Raphidioptera. Loài này được Fabricius miêu tả năm 1781.

## Hình ảnh

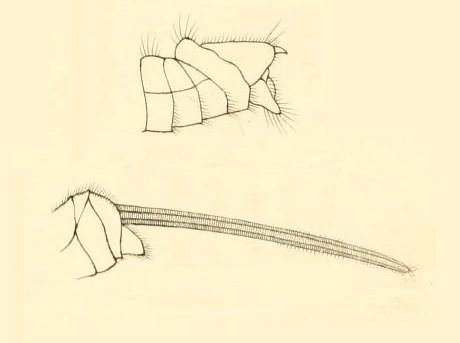
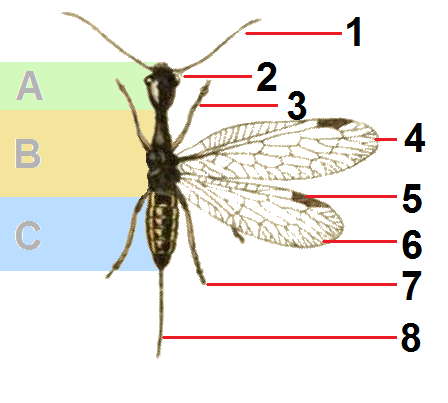
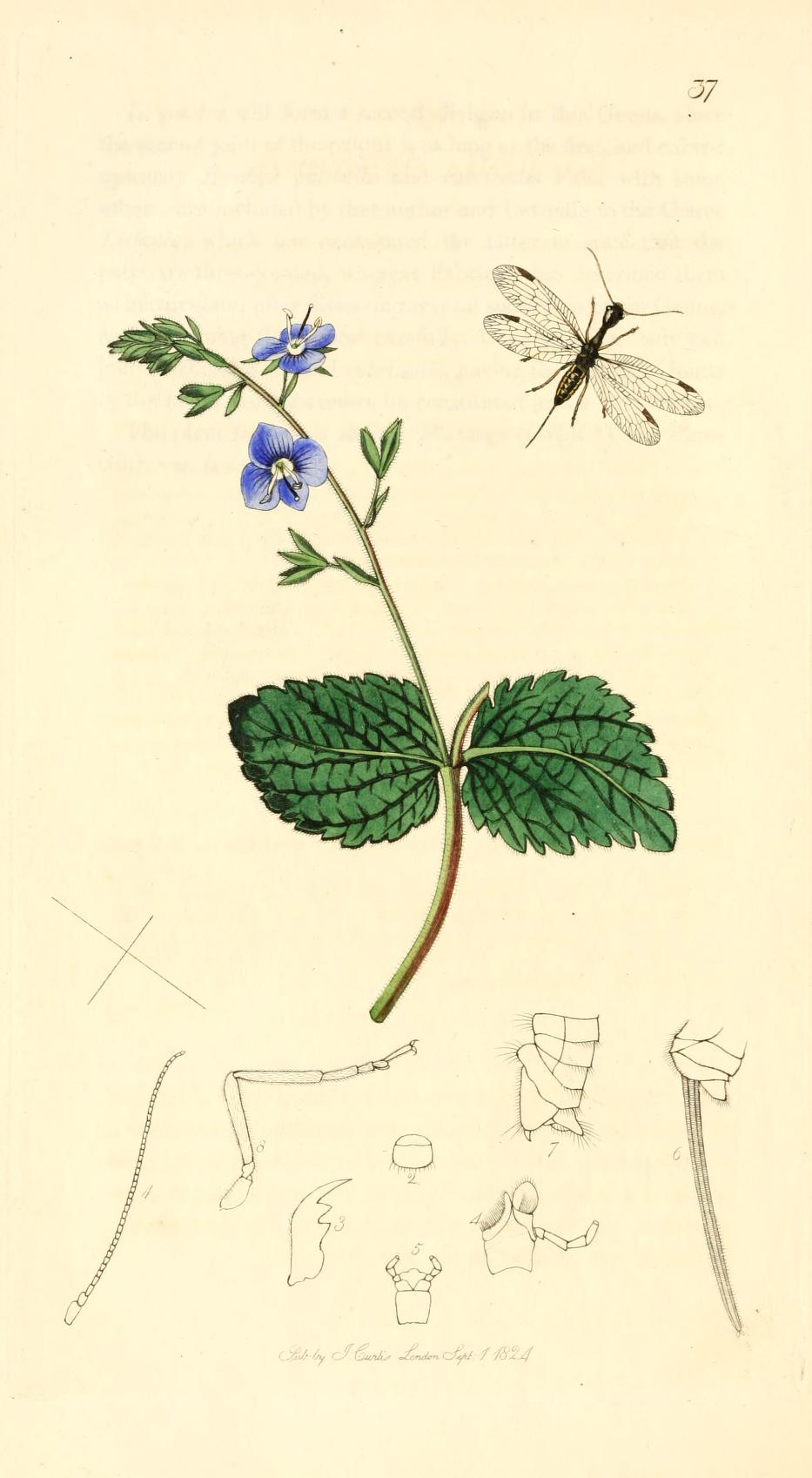
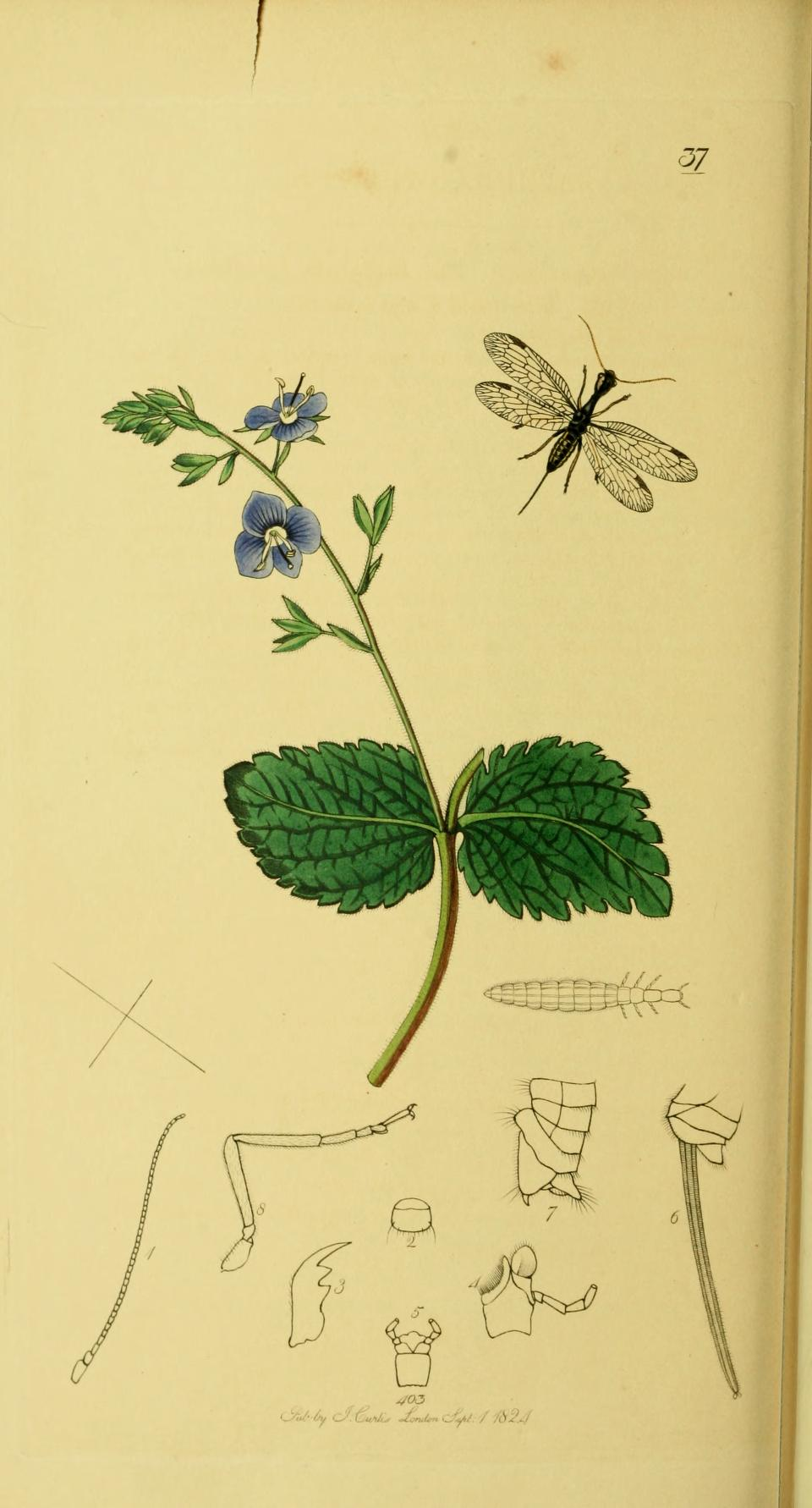